# Hylomyscus parvus
Hylomyscus parvus és una espècie de mamífer rosegador de la família dels múrids. Viu al Camerun, el Congo, el Gabon, la República Centreafricana i, probablement, Guinea Equatorial. El seu hàbitat natural són els boscos humits. És una espècie en risc mínim, és a dir, no sembla que hi hagi cap amenaça significativa per a la seva supervivència. El seu nom específic, parvus, significa 'petit' en llatí.